# Powerbank

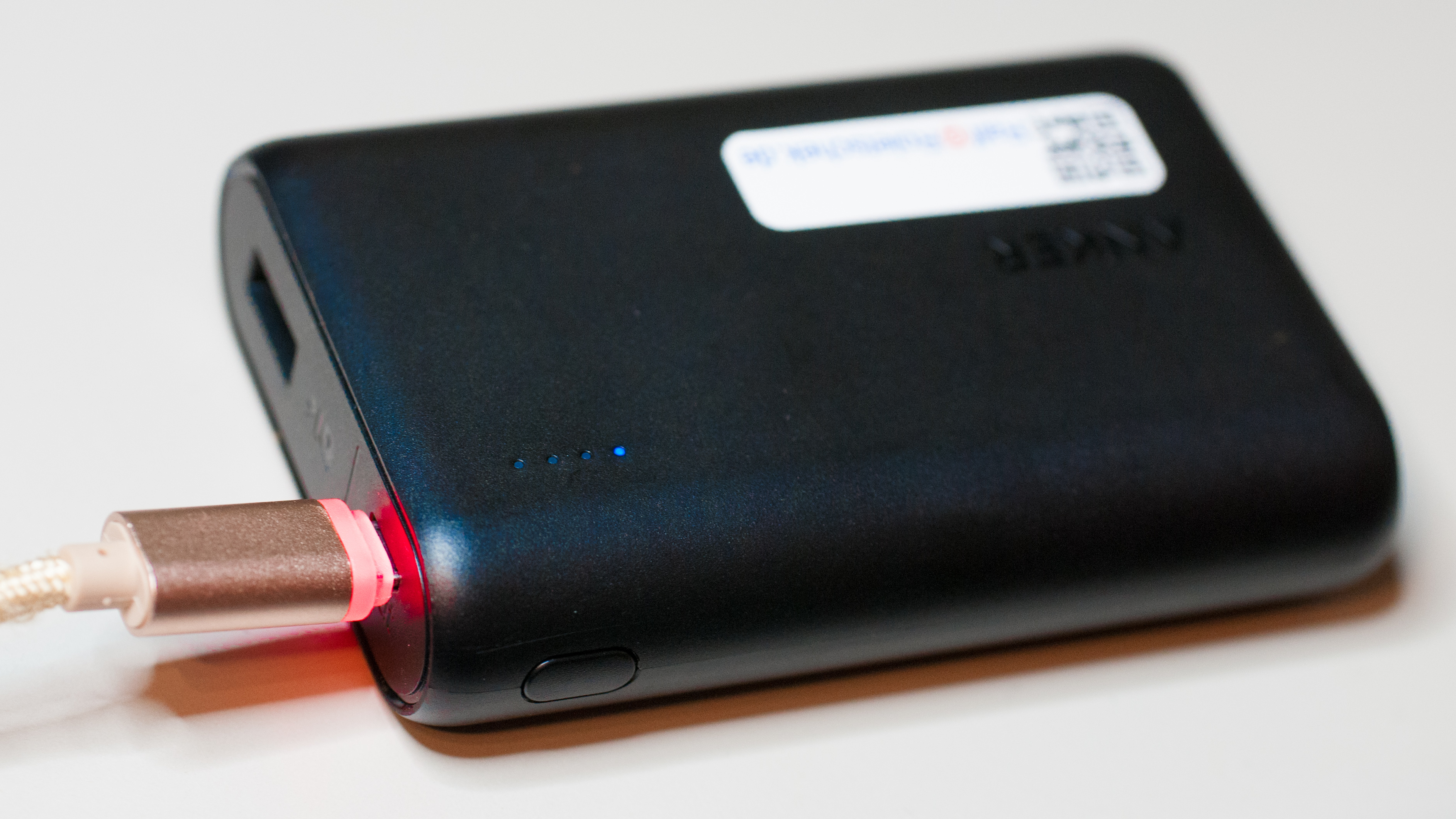
Powerbank w czasie ładowania

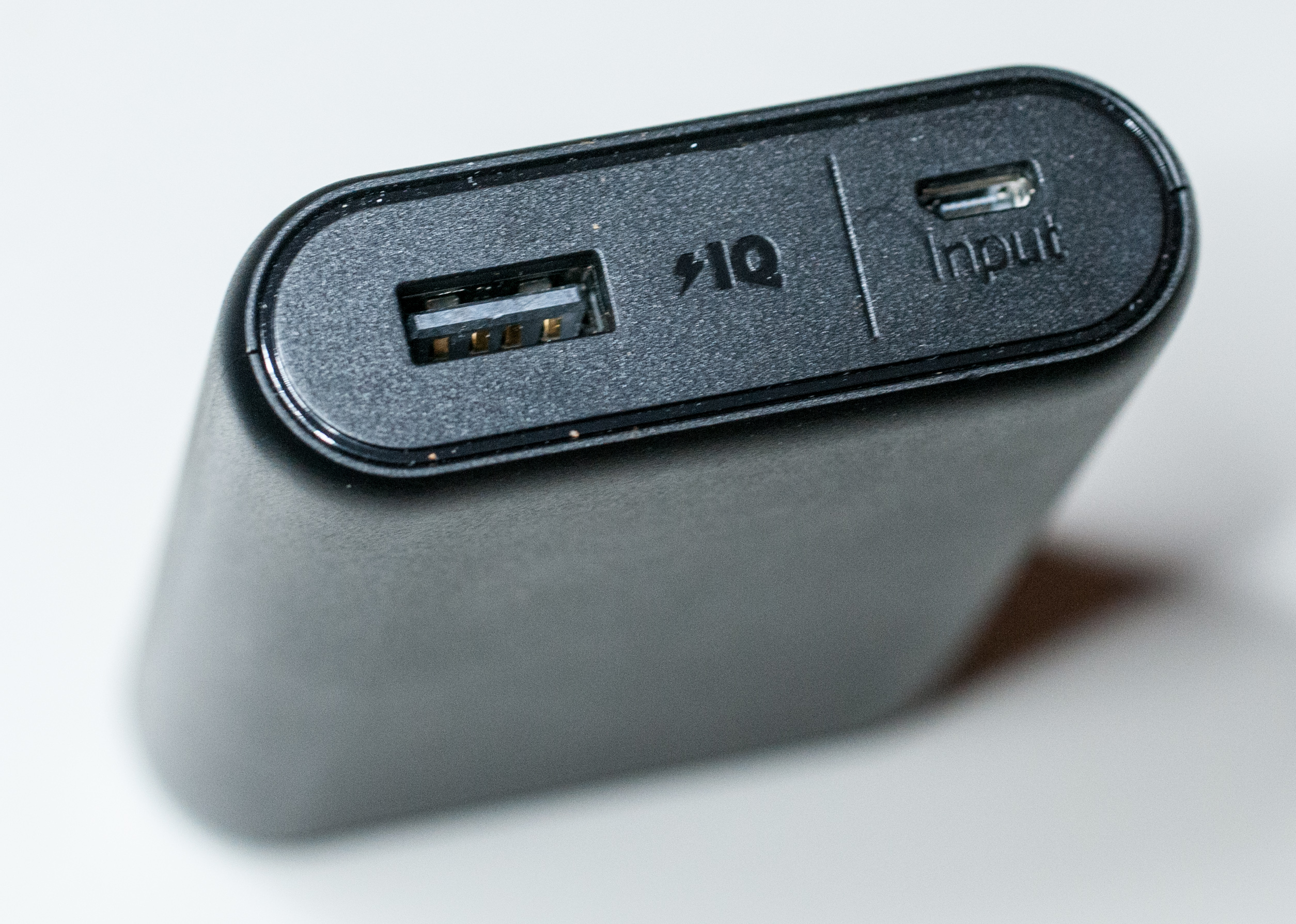
typowe połączenia: USB (wyjście) i Micro-USB (wejście)

Powerbank (inaczej: bank energii, mobilna ładowarka, zewnętrzna bateria) – przenośne urządzenie do ładowania urządzeń mobilnych za pomocą portu USB lub bezprzewodowo. Są wyposażone w baterie litowo-jonowe lub litowo-polimerowe, które można wielokrotnie ładować. Posiadają one bardzo dobre parametry magazynowania energii i trwałości ogniw.
Działanie każdego powerbanku sprowadza się do jego naładowania i przechowywania w nim energii elektrycznej, która następnie zostaje wydatkowana na ładowanie baterii dowolnego urządzenia wyposażonego w kompatybilny port (najczęściej USB lub microUSB). Tradycyjny powerbank podaje prąd o napięciu 5 V i natężeniu 1 lub 2 amperów – niektóre jednak wspierają szybkie ładowanie. Część urządzeń umożliwia ładowanie dwóch urządzeń równocześnie dzięki posiadaniu dwóch portów USB.
Pojemność baterii powerbanku wynosi zwykle od 4000 do 30 000 miliamperogodzin (mAh). Najpojemniejsze urządzenia mają nawet kilka razy więcej energii niż bateria w przeciętnym smartfonie. Powerbank nadaje się także do ładowania innych przenośnych urządzeń, takich jak na przykład smartwatche, czytniki e-booków czy tablety, a nawet laptopy, które z uwagi na większą baterię potrzebują powerbanków dużych pojemności.
Dzięki swojemu wszechstronnemu zastosowaniu oraz stosunkowo niskiej cenie zyskały popularność jako forma promocji. Różne marki wykorzystują powerbanki jako narzędzie marketingowe.

## Ile razy powerbank naładuje telefon?
Zależy to zarówno od pojemności powerbanku, jak i pojemności baterii w telefonie. Baterie telefonów mogą mieć pojemność od 1000 mAh (starsze modele) do 4000–5000 mAh. W obecnych smartfonach najczęściej mamy do czynienia z bateriami o pojemności 2500–4000 mAh
- Powerbank o pojemności 5000 mAh pozwoli naładować telefon około 1 razy (jest to minimalna, rekomendowana pojemność powerbanku)
- Powerbank o pojemności 10000 mAh pozwoli naładować telefon do 2–3 razy
- Powerbank o pojemności 20000 mAh pozwoli naładować telefon do 6 razy
- Powerbank o pojemności 30000 mAh pozwoli naładować telefon do 9 razy[5][6].